# Journey through the past (lied van Neil Young)
Journey through the past is een lied dat werd geschreven door Neil Young. Hij speelde het voor het eerst op 10 januari 1971 op het McArthur Court, het basketbalstadion van de Universiteit van Oregon. Het was de naamgever voor een film en een album, en werd in 1973 voor het eerst uitgebracht op Time fades away.
In het lied speelt Young solo op de piano. Hij zingt dat hij in zijn nieuwe woning is getrokken en buiten de winterregen neerdaalt. Hier blijft hij echter niet, want hij staat op het punt naar zijn geboorteland Canada te gaan om een reis naar zijn verleden te maken. Hij zal niet eerder dan in februari terugkeren. Hij vraagt of hij nog in haar gedachten en haar verbeelding zal blijven.

## Uitvoeringen en covers
Journey through the past diende in 1972 als naamgever voor zijn gelijknamige documentaire en bijgaande album. Het nummer kwam hier echter niet op te staan, maar verscheen voor het eerst op zijn album Time fades away in 1973. Enkele decennia later verscheen het nummer nog op Live at Massey Hall 1971 (2007) en The archives vol. 1 1963-1972 (2009). Ook kwam het uit op enkele bootlegs.
Het werd in 1971 gecoverd door Rita Coolidge. Het verscheen dat jaar op haar album Nice feelin'. Daarnaast verscheen in 2010 nog een versie van James Mercer op het album 180° south: Conquerors of the useless en in 2015 van Jimmy LaFave op The night tribe.